# Bárbara Malda
Bárbara Malda Salinas  (San Sebastián, 12 de mayo de 1984) es una jugadora de hockey sobre hierba española. Disputó los Juegos Olímpicos de Atenas 2004 y Pekín 2008  con España, obteniendo un décimo y séptimo puesto, respectivamente.

## Participaciones en Juegos Olímpicos
- Atenas 2004, puesto 10.
- Pekín 2008, puesto 7.